# 層狀魚鱗癬
層狀魚鱗癬 (自體隱性遺傳)是一種遺傳病，其會導致皮膚角質化不良，角質會增厚及局部角化不全。皮膚亦因不正常的角質而缺乏防水功能。
此遺傳病的發生率由500000至600000分之1。
遺傳方面，其遺傳方式為體染色體隱性遺傳，不同研究得出不同發病基因。